# Festus Asante
Festus Marcus Asante født 1994 i Ghana er en sprinter som er medlem af Hvidovre AM tidligere i Skive AM og Korsør AM.
Festus Asante kom til Danmark 2004 og skabte sig på kort tid et navn i danske atletik. Trods flere skadespauser lykkedes det ham i juni 2010 i Odense at presse sin personlig rekord på 100 meter ned til 10,76, hvilket placerede ham som nummer fire på 2010-års danske rangliste. I sommeren 2013 fik rekorden endnu et hak til 10,73 og han blev nummer to til DM. Han er ghanesisk statsborger, men kan deltage i DM efter som han har boet i Danmark i over to år.
Festus Asante modtog Skives Integrationspris 2010, som deles ud af Kultur på Tværs, som er en multietnisk forening af danskere og flygtninge/indvandrere i Skive Kommune. 

## Personlige rekorder
- 100 meter: 10,52 (+0.2) Skara, Sverige, 6. juni 2016
- 200 meter: 21,48 (+1.5) Aarhus, 8. august 2015
- 400 meter: 48,19 Helsingborg, Sverige 7. juli 2014

Indendørs
- 50 meter: 6,06 Marselisborg, Aarhus 28. december 2012
- 60 meter: 6,76 Laugardalshöll, Reykjavík 4. februar 2017
- 200 meter: 22,41 Sparbank Arena, Skive 28/02/2010

## Ekstern henvisning
- Statletik-profil Festus Asante Arkiveret 27. november 2012 hos  Wayback Machine
- Dansk Atletik Forbund – Festus hyldet som et forbillede Arkiveret 17. oktober 2010 hos  Wayback Machine

| Atletikudøver | Spire Denne biografi om en atletikudøver er en spire som bør udbygges. Du er velkommen til at hjælpe Wikipedia ved at udvide den. |

|  | Artiklen om Festus Asante kan blive bedre, hvis der indsættes et (bedre) billede Du kan hjælpe ved at afsøge Wikimedia Commons for et passende billede eller uploade et godt billede til Wikimedia Commons iht. de tilladte licenser og indsætte det i artiklen. |